# Stone with Bishopstone and Hartwell
Stone with Bishopstone and Hartwell è una parrocchia civile dell'Inghilterra, appartenente alla contea del Buckinghamshire.